# Tiranet ventregroc
El tiranet ventregroc (Ornithion semiflavum) és un ocell de la família dels tirànids (Tyrannidae).

## Hàbitat i distribució
Habita els boscos i clars de les terres baixes del Golf de Mèxic, des del centre de Mèxic al nord d'Oaxaca, sud de Veracruz, Tabasco, nord de Chiapas, cap al sud a Nicaragua i nord-est de Costa Rica.